# Marijan Antolović
Marijan Antolović (ur. 7 maja 1989 w Vinkovci) – chorwacki piłkarz występujący na pozycji bramkarza. Były młodzieżowy reprezentant Chorwacji.

## Kariera
Antolović rozpoczął swoją karierę w HNK Cibalia, gdzie latem 2007 roku włączono go do kadry pierwszego zespołu. W sezonie 2009/10 pobił rekord chorwackiej ekstraklasy, zachowując czyste konto przez kolejne 551 minut. Został także wybrany do jedenastki sezonu. 18 czerwca 2010 roku podpisał czteroletni kontrakt z Legią Warszawa. W nowych barwach zadebiutował 13 sierpnia podczas przegranego 0:3 spotkania ligowego z Polonią Warszawa. Do końca sezonu rozegrał w sumie osiem spotkań i zdobył z Legią Puchar Polski. 1 marca 2012 roku został do końca rozgrywek wypożyczony do Boraca Banja Luka. Sezon 2012/13 spędził zaś na tej samej zasadzie w Željezničarze, z którym zdobył Mistrzostwo Bośni i Hercegowiny. Latem 2013 roku powrócił do Legii i wyniku kontuzji Dušana Kuciaka został ponownie włączony do kadry pierwszej drużyny. 11 grudnia 2013 roku rozwiązał kontrakt z klubem za porozumieniem stron. 15 lutego 2014 roku powrócił do Željezničara, z którym podpisał 2,5-letnią umowę.

## Statystyki kariery
(aktualne na dzień 25 stycznia 2016)
| Klub                    | Sezon              | Liga               | Liga  | Liga   | Puchar kraju | Puchar kraju | Europa | Europa | Suma  | Suma   |
| Klub                    | Sezon              | Liga               | Mecze | Bramki | Mecze        | Bramki       | Mecze  | Bramki | Mecze | Bramki |
| ----------------------- | ------------------ | ------------------ | ----- | ------ | ------------ | ------------ | ------ | ------ | ----- | ------ |
| HNK Cibalia             | 2007/08            | Prva HNL           | 3     | 0      | 0            | 0            | –      | –      | 3     | 0      |
| HNK Cibalia             | 2008/09            | Prva HNL           | 2     | 0      | 0            | 0            | –      | –      | 2     | 0      |
| HNK Cibalia             | 2009/10            | Prva HNL           | 30    | 0      | 0            | 0            | –      | –      | 30    | 0      |
| Legia Warszawa          | 2010/11            | Ekstraklasa        | 8     | 0      | 1            | 0            | –      | –      | 9     | 0      |
| Legia Warszawa          | 2011/12            | Ekstraklasa        | 0     | 0      | 0            | 0            | 0      | 0      | 0     | 0      |
| Borac Banja Luka (wyp.) | 2011/12            | Premijer liga      | 8     | 0      | 2            | 0            | 0      | 0      | 10    | 0      |
| Željezničar (wyp.)      | 2012/13            | Premijer liga      | 30    | 0      | 6            | 0            | 2      | 0      | 38    | 0      |
| Legia Warszawa          | 2013/14            | Ekstraklasa        | 0     | 0      | 0            | 0            | 0      | 0      | 0     | 0      |
| Željezničar             | 2014/15            | Premijer liga      | 30    | 0      | 0            | 0            | 4      | 0      | 34    | 0      |
| Željezničar             | 2015/16            | Premijer liga      | 17    | 0      | 0            | 0            | 6      | 0      | 23    | 0      |
| Hapoel Hajfa            | 2015/16            | Ligat ha’Al        | 0     | 0      | 0            | 0            | –      | –      | 0     | 0      |
| Ogólnie w karierze      | Ogólnie w karierze | Ogólnie w karierze | 128   | 0      | 9            | 0            | 12     | 0      | 149   | 0      |

## Sukcesy

### Legia Warszawa
- Puchar Polski (1): 2010/11

### Željezničar
- Mistrzostwo Bośni i Hercegowiny (1): 2012/13